# Кизил-Юлдуз (Благоварський район)
Кизи́л-Юлду́з (рос. Кызыл-Юлдуз, башк. Ҡыҙыл Йондоҙ) — присілок у складі Благоварського району Башкортостану, Росія. Входить до складу Янишевської сільської ради.
Населення — 51 особа (2010; 53 в 2002).
Національний склад:
- башкири — 100 %